# 로버트 브라우트
로버트 브라우트(영어: Robert Brout IPA: [ɹɒbə(ɹ)t braʊt], 1928–2011)는 미국 태생의 물리학자다. 피터 힉스, 프랑수아 앙글레르 등과 같이 힉스 메커니즘을 발견하였고, 이 공로로 울프 물리학상과 사쿠라이 상을 수상하였다. 2013년 힉스 보손의 발견으로 힉스와 앙글레르는 노벨 물리학상을 수상하였으나, 브라우트는 이 이전에 사망하여 수상하지 못하였다.

## 생애
뉴욕의 유대인 가정에서 태어났다. 뉴욕 대학교에서 학사 학위를 수여받았고, 1953년 컬럼비아 대학교에서 박사 학위를 수여받았다. 1953년부터 1961년까지 코넬 대학교의 교수였으며, 1961년 프랑수아 앙글레르를 따라 브뤼셀 자유 대학교로 이전하였다. 곧 벨기에 시민권을 획득하였다.
1964년에는 프랑수아 앙글레르와 힉스 메커니즘에 대한 논문을 발표하였다.
2011년 브뤼셀에서 사망하였다.